# Èpaf
Segons la mitologia grega, Èpaf (en grec antic: Ἔπαφος) va ser un rei d'Egipte, fill de Zeus i d'Ió.
Quan Ió, amant de Zeus, va ser transformada en vaca, anava errant per tota la terra perseguida per la còlera d'Hera. Va trobar refugi a les ribes del Nil i va recuperar el seu aspecte humà. Va donar a llum un nen, Èpaf. Però Hera, que perseguia el nen amb molt d'odi, va encarregar als curets que l'amaguessin. Ho van fer tan bé, que Ió per més que el buscava no el va trobar. Zeus, indignat, va matar els Curets amb el seu llamp, i Ió va seguir cercant el seu fill. Es va assabentar que el criava l'esposa del rei de Biblos, a Fenícia, i va anar fins allà, el va recuperar i el va portar de retorn a Egipte, i allà el va poder educar.
Quan es va fer gran va ser rei del país, com a successor del seu pare adoptiu, Telègon. Èpaf es va casar amb Memfis, la filla del déu riu Nil. Va ser pare de Lisianassa, Líbia, que va donar nom al país veí d'Egipte, i Tebe. De vegades la seva esposa és Cassiopea i no Memfis.
Hom li atribueix la fundació de la ciutat de Memfis.